# Dichagyris dubiosa
Dichagyris dubiosa är en fjärilsart som beskrevs av Max Wilhelm Karl Draudt 1937. Dichagyris dubiosa ingår i släktet Dichagyris och familjen nattflyn. Inga underarter finns listade i Catalogue of Life.